# Liste des syndics du Labourd
Le syndic du Labourd est, sous l’Ancien Régime le principal acteur du Biltzar qu’il réunit souvent de son propre chef et qu’il anime.

## LeBiltzardu Labourd

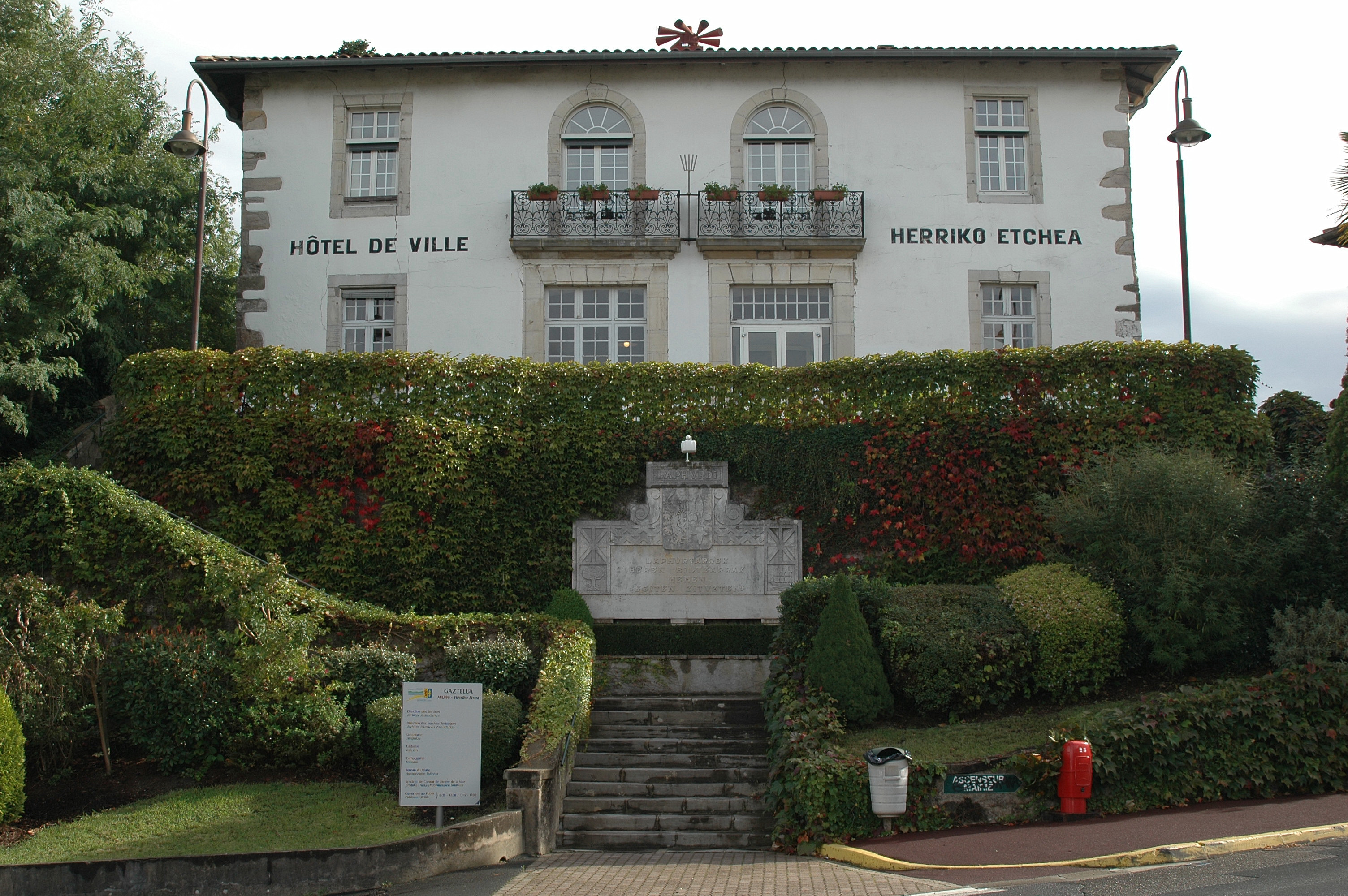
Le château de la Motte à Ustaritz, actuelle mairie et ancienne demeure des vicomtes du Labourd et des ducs d'Aquitaine, accueillait les réunions du Biltzar.

Le Biltzar — du basque bilduzahar (« vieille assemblée ») — est une assemblée représentative du pays du Labourd, dont le premier procès-verbal écrit connu à ce jour date du 8 octobre 1567, bien que son histoire s'étende sur plus de 700 ans. Les délibérations étant orales jusqu’au XVIe siècle, les comptes rendus médiévaux ne nous sont pas parvenus. Avant 1660, la réglementation de l’assemblée est édictée par les gouverneurs de Guyenne, mais nous en ignorons encore à peu près tout.
Son organisation récente résulte d’un arrêt du Conseil du roi datant du 3 juin 1660 signé par Louis XIV à Saint-Jean-de-Luz,. Depuis cette date, le Biltzar est placé sous la tutelle du pouvoir de la Couronne, puisque soumis au contrôle des officiers royaux. Le Biltzar se réunit à Ustaritz, au « parquet et auditoire royal du bailliage ».
Le Biltzar est constitué uniquement de représentants du tiers, ce qui exclut donc le clergé et la noblesse.

## Liste des syndics depuis 1513
La liste ci-dessous couvre la période connue du Biltzar qui s’étend du début du XVIe siècle à 1789.

### XVIesiècle
- 1513 Dabarosne
- 1545 Martin de Mondutéguy
- 1551 Antoine Dithurbide
- 1557 Pétry Duhalde, de Cambo
- 1558 - 1559 Miguel de Michau d’Echalarte, d’Urrugne
- 1584 Pétry Duhalde, de Cambo
- 1590 -1593 Saubat Darmore, notaire à Saint-Pée
- 1597 Jean de Latsague
- 1599 - 1603 Charles d'Etchegoyen, avocat à Ustaritz

### XVIIesiècle
- 1624 - 1626 Guyon de Bidaray, notaire royal à Ustaritz
- 1632 - 1634 Martin de Mondutéguy, notaire royal à Ustaritz
- 1636 Pierre d'Urruty, avocat à Ustaritz
- 1641 Pierre de Bidart, d'Ustaritz
- 1653 Martin de Chourio, notaire à Ascain
- 1657 Pierre d'Urruty, avocat à Ustaritz
- 1659 Bernard de Latsague, d'Ustaritz
- 1667 Pierre d'Harismendy-Lamothe, de Villefranque
- 1670 Pierre Duvergier, sieur d'Holaberriette à Ustaritz
- 1671 - 1672 Pierre de Lamasse
- 1673 Martin de Molères, notaire à Ustaritz
- 1674 Pierre Duvergier, sieur d'Holaberriette à Ustaritz
- 1675 Martin de Molères, notaire à Ustaritz
- 1678 Martin de Mondutéguy
- 1679 Jean d'Urruty, d'Ustaritz
- 1680 Dominique de Habans, avocat à Ustaritz
- 1683 - 1684 Bernard de Hiriart, sieur d'Arona à Ustaritz
- 1685 - 1686 Jean d'Artaguiette, sieur d'Irona à Mendionde
- 1687 - 1688 Jean Duhulque, notaire à Urrugne
- 1689 Louis Ducasalar, notaire à Hasparren
- 1690 - 1691 Martin de Moleres
- 1692 - 1694 Bernard de Latiague
- 1694 - 1696 Jean d'Artaguiette, sieur d'Irona à Mendionde
- 1697 - 1698 Jean de Hiriart
- 1698 - 1708 Duhalde d'Ibarren

### XVIIIesiècle
- 1708 - 1714 Jean de Planthion, notaire à Biarritz
- 1714 - 1721 Martin Duhalde-Daguerre, notaire à Villefranque
- 1721 - 1725 Bernard Dolhabide, d'Ainhoa
- 1725 - 1730 Salvat de Hiriart, notaire à Hasparren
- 1730 - 1734 Pierre de Segure, notaire à Larressore
- 1734 - 1740 Laurent Delissalde, de Villefranque
- 1740 - 1743 Doyhenard
- 1743 - 1751 Bertrand de Planthion, d'Arcangues
- 1751 - 1758 Pierre Darancette, notaire à Cambo
- 1758 - 1770 P. L. Delissalde-Lahet, notaire à Espelette
- 1770 - 1777 Pierre Damestoy, notaire à Bardos
- 1777 - 1781 Louis Dominique Harambillague, notaire à Hasparren
- 1781 - 1789 Pierre Haramboure, notaire à Sare
- 1789 Pierre Eustache Dirihart, notaire à Saint-Jean-de-Luz